# 유엔 보호군
유엔 보호군(United Nations Protection Force, UNPROFOR)은 유고슬라비아 전쟁 기간 크로아티아와 보스니아 헤르체고비나 공화국에 배치된 첫 유엔 평화유지군이다. 유엔 보호군은 1992년 2월 창설되어 1995년 3월 임무가 종료되어 마케도니아 공화국의 유엔 예방 배치군(UNPREDEP), 크로아티아의 유엔 크로아티아 신뢰 회복 작전(UNCRO), 보스니아 헤르체고비나의 UNPROFOR 작전(1995년 12월 나토와 EU 임무단으로 인수인계됨) 3개 세부 작전단으로 갈라졌다.

## 임무

### 크로아티아
유엔보호군은 크로아티아 독립 전쟁 기간인 1992년 2월 21일 유엔 안전 보장 이사회 결의 제743호를 통해 창설되었다. 유엔 보호군의 초기 임무는 평화 협상을 위한 안정적인 조건을 구축하고 유엔 보호구역(UNPAs)으로 지정된 세 곳의 비무장 '안전지대'을 치안을 보장하는 일이었다. 이 지역은 크로아티아가 유엔 정회원국 지위를 차지하기 전에 독립한 자칭 세르비아 크라이나 공화국(RSK)이 영내 여기저기 구축한 영토이다.
1992년 기준 임무는 소위 '핑크 지역'이라 부르는 지역으로 확대(유엔 안전 보장 이사회 결의 제762호)되었으며 이후 핑크 지역의 민간인 접근에 대한 일부 국경 통제 및 감시(유엔 안전 보장 이사회 결의 제769호)와 두브로브니크 인근 프레블라카반도에 대한 비무장화(유엔 안전 보장 이사회 결의 제779호)도 포함되었다.

### 보스니아 헤르체고비나
크로아티아와 달리 보스니아 헤르체고비나에서 유엔 보호군의 임무는 기존의 휴전 상태를 감시하는 것이 아니었다. 임무는 기본적으로 4개 단계로 구분할 수 있다.
- 1기 임무: 사라예보 원조 - 1992년 6월 5일부터 유엔 보호군은 인도주의적 목적으로 유엔 안전 보장 이사회 결의 제758호에 따라 사라예보 공항을 보호하는 임무를 받았다. 또한 유엔 보호군은 공항과 도시 사이 구호대의 호송을 위한 안전 통로도 운영했다.[7]
- 2기 임무: 인도주의적 지원 호위 - 1992년 9월 14일, 유엔 보호군은 유엔 안전 보장 이사회 결의 제776호에 따라 유엔 안전 보장 이사회로부터 국제 적십자 위원회와 같은 인도주의 단체를 보호하고 유엔난민기구의 요청에 따라 호송 일정을 잡고 안전한 물자 통과를 협상하는 등 기타 여러 활동을 수행하는 임무를 부여받았다. 또한 무장 세력이 호송 임무를 방해할 경우 자위권을 사용할 수 있었다.[8]
- 3기 임무: 유엔 안전구역 보호 - 다음으로 임무가 확대된 것은 1993년 4월 16일 유엔 안전 보장 이사회 결의 제819호에 따라 스레브레니차 마을을 "무장 공격이나 기타 적대 행위로부터 자유로운 안전 구역"으로 선포했다.[9] 1993년 5월에는 비하치, 사라예보, 고라주데, 제파, 투즐라로 안전구역이 확대되었다.[9]
- 4기 임무: 무슬림-크로아트인 연방과 비무장 구역 감시 - 결국 유엔 보호군은 1994년 2월 미국이 중개한 보스니아 휴전을 감시하며 무슬림-크로아트인 연방을 수립했다.[10] 유엔 보호군은 이 분리구역과 무기 통제 구역을 감시하는 임무를 맡았다. 또한 유엔 안전 보장 이사회는 비무장 구역을 감시하기 위해 유엔 보호군의 권한도 강화했으나 실제 임무 내용을 바꾸진 않았다.

## 같이 보기
- 평화이행부대 (IFOR)
- 보스니아 헤르체고비나 안정부대 (SFOR)
- 코소보군
- 알테아 작전

## 참고 문헌
- General Philippe Morillon, Paroles de soldat, Balland, 1996
- General Philippe Morillon, Croire et oser, chronique de Sarajevo, Grasset, 1993
- Chief Logistics Officer UNPROFOR 1995 Abbas Ali Khan